# Santa Lucia FC
Santa Lucia Football Club (obecně známý jako Santa Lucia) je maltský fotbalový klub sídlící v Santa Luċije. Soutěží v Maltese Premier League, nejvyšší úrovni maltského fotbalu.